# Lưu Giao
Sở Nguyên vương (chữ Hán: 楚元王), tên thật là Lưu Giao (劉交), tự là Du (游), là vị vua thứ hai của nước Sở, chư hầu của nhà Hán trong lịch sử Trung Quốc.
Lưu Giao là con trai thứ của Lưu Thái Công, thái thượng hoàng nhà Hán và là em khác mẹ với Hán Cao Tổ, vua đầu tiên của nhà Hán.
Năm 201 TCN, Hán Cao Tổ bắt giam Sở vương Hàn Tín, giáng làm Hoài Âm hầu, rồi phong đất Sở cho Lưu Giao, đóng đô ở Bành Thành.
Sử kí-Sở Nguyên vương thế gia không ghi rõ những hành trạng của ông cũng như những sự việc xảy ra ở nước Sở trong thời gian ông ở ngôi. Tuy nhiên trong thiên Huệ Đế bản kỉ có chép một sự kiện là vào năm 193 TCN, Sở Nguyên vương cùng Tề Điệu Huệ vương sang nhà Hán, yết kiến Hán Huệ Đế.
Năm 178 TCN, Sở Nguyên vương qua đời. Ông ở ngôi 23 năm. Con ông là Lưu Dĩnh lên nối ngôi tức Sở Di vương.

## Trong văn hóa
Trong Tây Hán diễn nghĩa, hồi 96, khi Anh Bố nổi loạn, Sở vương Lưu Giao cùng Kinh vương Lưu Giả giao chiến với quân của Bố. Lưu Giả bị chém chết, còn Lưu Giao bị Anh Bố bắt là tù binh.